# Sclerocactus wetlandicus
Sclerocactus wetlandicus là một loài thực vật có hoa trong họ Cactaceae. Loài này được Hochstätter miêu tả khoa học đầu tiên năm 1989.

## Hình ảnh

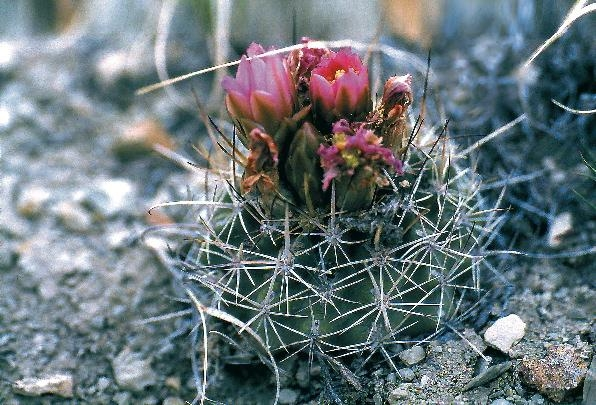
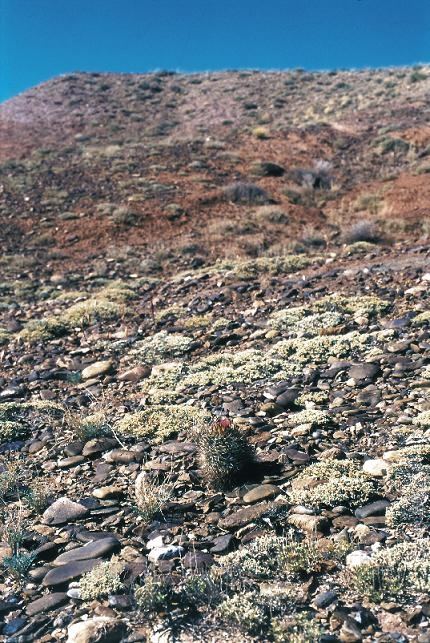
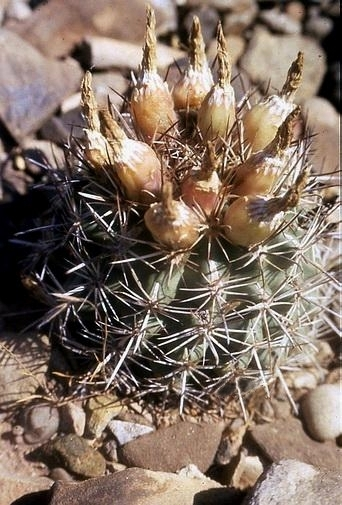
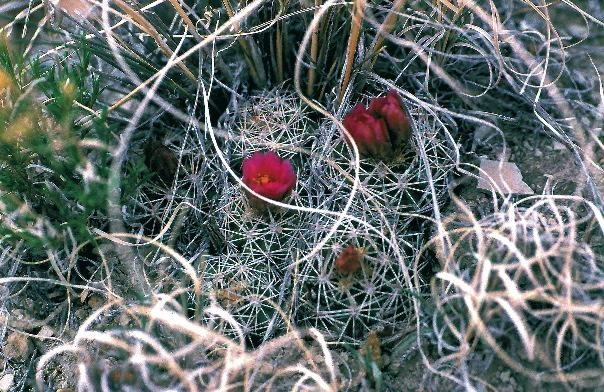